# 8128 Nicomachus
8128 Nicomachus (1967 JP) là một tiểu hành tinh vành đai chính được phát hiện ngày 6 tháng 5 năm 1967 bởi C. U. Cesco và A. R. Klemola ở El Leoncito.